# جيسيكا واتسون
جيسيكا واتسون (بالإنجليزية: Jessica Watson) (ولدت في 18 مايو عام 1993)، بحارة أسترالية حائزة على وسام أستراليا لإكمال دورة الملاحة المنفردة في نصف الكرة الجنوبي في سن السادسة عشرة. غادرت سيدني في 18 أكتوبر عام 2009، توجهت واتسون إلى الشمال الشرقي، لتعبر خط الاستواء في المحيط الهادئ قبل عبورها المحيط الأطلسي والمحيط الهندي. عادت إلى سيدني في 15 مايو عام 2010، قبل ثلاثة أيام من عيد ميلادها السابع عشر، رغم أن الرحلة كانت في نهاية المطاف أقصر من مسافة ال21600 المطلوبة لاعتبارها ملاحة عالمية. اعترافًا بنجاحها، حصلت واتسون على لقب «الشابة الأسترالية لعام 2011»، في السنة التالية مُنحت وسام أستراليا. وتقيم حاليًا في بودروم، كوينزلاند.

## النشأة
ولدت واتسون في غولد كوست، كوينزلاند، أستراليا. كانت الطفل الثاني من بين أربعة أطفال من الزوجين النيوزيلنديين روجر وجولي واتسون، اللذين انتقلا إلى أستراليا في عام 1987، فهي بذلك تحمل الجنسيتين الأسترالية والنيوزلندية. لديها أخت أكبر سنًا (إيميلي) وأخ وأخت أصغر سنًا (توم وهانا). أخذ الأربعة دروسًا في الإبحار عندما كانوا أطفالًا، واستمرت العائلة في العيش على متن مقصورة سفينة بطول مترًا لمدة خمس سنوات، كان الأطفال يدرسون في المنزل عن طريق التعلم عن بعد عاشوا لاحقا في حافلة ذات طابقين مصممة لأغراض معينة. عندما كانت واتسون في الحادية عشرة من عمرها وكانوا لا يزالون يعيشون على متن القارب، قرأت والدتها كتاب جيسي مارتن: ليون هارت: رحلة الروح البشرية إلى الأطفال كقصة قبل النوم هذا ما دفع واتسون إلى تشكيل طموحها في الثانية عشرة بأن تبحر حول العالم أيضًا.

## طوافها في البحر وشهرتها

المسار التقريبي الذي سلكته واتسون خلال رحلتها البحرية في الفترة من أكتوبر عام 2009 حتى مايو عام 2010

خططت واتسون لإكمال الملاحة دون توقف ودون مساعدة منذ بداية عام 2008 على الأقل. أعلنت في شهر مايو من 2009 أن الرحلة ستستغرق ثمانية أشهر بمسافة تقدر بـ 23 ألف ميل بحري. لإنجاز خطة الإبحار هذه دون توقف ودون مساعدة، لن يسمح لأي شخص آخر خلال الرحلة بأن يعطيها أي شيء. ويجب ألا تذهب إلى أي ميناء أو أي قارب آخر، إلا أنه يسمح بتقديم المشورة لها عبر الاتصالات اللاسلكية.
خططت واتسون لطريقها البحري أن يبدأ وينتهي بمدينة سيدني ويمر بالقرب من نيوزيلندا وفيجي وكيريباتي وكيب هورن ورأس الرجاء الصالح وكيب ليوين وساوث إيست كيب. وفقًا للتعريفات الخاصة بالرحلات البحرية التي وضعها الاتحاد الدولي للإبحار الشراعي، يجب عبور خط الاستواء. تم تنفيذ هذا العبور بالقرب من جزيرة كيريتيماتي. ومع ذلك ، تنص معايير الاتحاد الدولي للإبحار الشراعي أيضًا على أن الطواف العالمي يجب أن يكون له مسافة سوية تبلغ 21600 ميل بحري. لم تستوف رحلة واتسون هذا المطلب.
عادت واتسون إلى ميناء سيدني في الساعة الواحدة و53 دقيقة مساءً، يوم السبت 15 مايو عام 2010.
ذكرت صحيفة لوس أنجلوس تايمز سبب رحلة واتسون: «أردت أن أتحدى نفسي وأن أحقق شيئًا أفتخر به. ونعم ، أردت إلهام الناس. كرهت الحكم عليي على أساس مظهري وتوقعات الآخرين حول ما كانت «فتاة صغيرة» قادرة على فعله. لم يعد الأمر مجرد حلم أو رحلة. كل معلم مررت به لم يكن إنجازًا خاصًا بي فقط، بل إنجاز لكل من وضع الكثير من الوقت والجهد للمساعدة في وجودي إلى هنا».

## جوائز
حصلت على جوائز منها:
- Young Australian of the Year ‏ (2011)
- ميدالية ترتيب أستراليا.